# Deutscher Filmpreis 2012
Die 62. Verleihung des Deutschen Filmpreises Lola fand am 27. April 2012 statt. Der Deutsche Filmpreis ist mit 2,955 Millionen Euro die höchstdotierte Kulturauszeichnung Deutschlands und wird von der 2003 gegründeten Deutschen Filmakademie in 20 Kategorien vergeben. Die Preisverleihung fand wie in den Vorjahren im Berliner Friedrichstadt-Palast statt und wurde vom Fernsehsender Das Erste zeitversetzt ausgestrahlt. Als bester Film setzte sich Andreas Dresens Drama Halt auf freier Strecke durch.

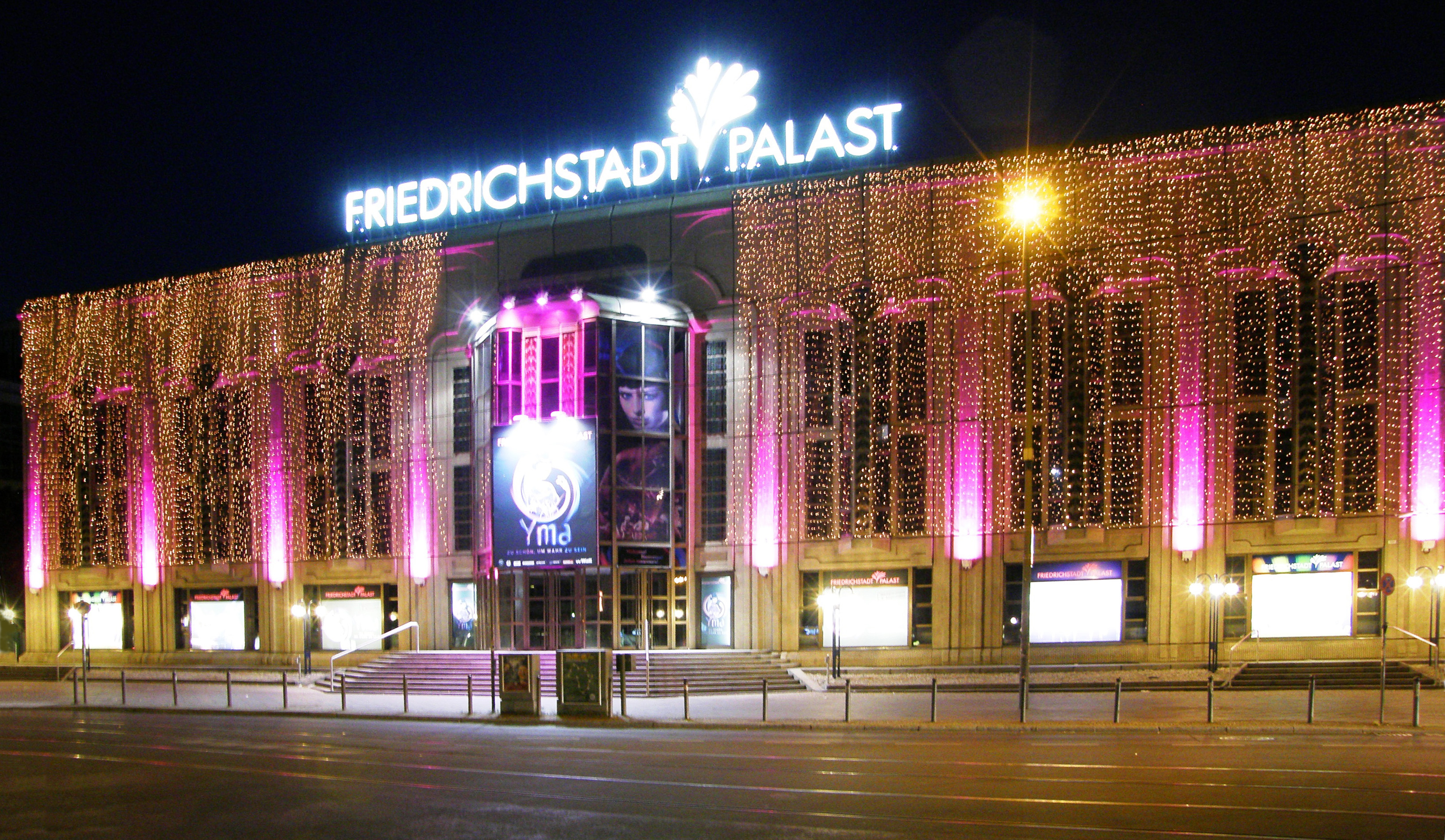
Der Friedrichstadt-Palast in Berlin, Veranstaltungsort des 62. Deutschen Filmpreises

Künstlerischer Leiter der Filmpreisverleihung mit 1800 Gästen war der Filmproduzent Benjamin Hermann, die Regie hatte bei der Veranstaltung Florian Gallenberger inne. Moderiert wurde die Verleihung von den Schauspielern und Filmakademie-Mitgliedern Jessica Schwarz und Elyas M’Barek.

## Favorisierte Filme
Die Nominierungen waren am 23. März 2012 im Friedrichstadt-Palast von den Filmakademie-Vorstandsmitgliedern der Sektion Schauspiel Burghart Klaußner, Ulrich Matthes, Christiane Paul und Petra Zieser sowie dem Beauftragten der Bundesregierung für Kultur und Medien Bernd Neumann bekanntgegeben worden. Die von Benjamin Hermann moderierte Pressekonferenz wurde via Livestream im Internet übertragen. Als Favorit auf den Deutschen Filmpreis galt Christian Petzolds Drama Barbara, das zur Zeit der DDR im Jahr 1980 spielt und eine ausreisewillige Ärztin (dargestellt von Nina Hoss) in den Mittelpunkt stellt, die an ein Provinzkrankenhaus strafversetzt wird. Der auf der Berlinale 2012 mit dem Regiepreis ausgezeichnete Film erhielt acht Nominierungen und konnte sich u. a. Chancen in den Kategorien bester Spielfilm, beste Regie und bester Hauptdarsteller (Ronald Zehrfeld) einrechnen. Auf je sieben Nennungen kamen Roland Emmerichs Historienfilm Anonymus und Andreas Dresens Familiendrama Halt auf freier Strecke, gefolgt von Tim Fehlbaums Endzeit-Thriller Hell (sechs Nominierungen). Als bester Film setzte sich Halt auf freier Strecke durch, der in drei weiteren Kategorien (Regie, Hauptdarsteller, Nebendarsteller) prämiert wurde. Erfolgreichster Film war jedoch Anonymus, der in sechs technischen Kategorien triumphierte. Auf je drei Ehrungen kam David Wnendts Drama Kriegerin, während Barbara nur in der Kategorie Spielfilm den Filmpreis in Silber erhielt.

### Kritik der Fachpresse

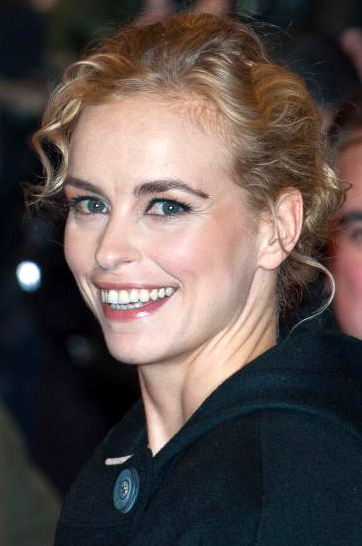
Nina Hoss

Die deutsche Fachpresse kritisierte die fehlende Nominierung von Barbara-Hauptdarstellerin Nina Hoss, laut Peter Zander (Berliner Morgenpost) „ein kleiner Makel für die 62. Filmpreis-Verleihung“, die sonst eine „konstante Ausgewogenheit“ bei den Nominierungen zeige und „ein großes Duell zwischen Petzold und Dresen“ erwarten lasse. Mit der Nichtberücksichtigung von Detlev Bucks Rubbeldiekatz und Doris Dörries Glück zeige die Deutsche Filmakademie, dass sie sich „weder von Publikumszahlen noch vom Renommee einzelner Kollegen beeindrucken“ lasse, so Zander, der einzig bei den drei Nominierungen von Leander Haußmanns Tragikomödie Hotel Lux eine „gewisse Parteilichkeit“ erahnte. Michael Reis (die tageszeitung) kritisierte dagegen die gespaltenen Geschmäcker der Vorauswahljuries bzw. der Filmakademie: „Zwischen der sicheren Seite eines Votums für die Filmkunst (Barbara), Special-Effects (Anonymus), handwerklich gut gemachtem Genrekino (Hell) und zeitgeistigen Problemfilmen bleibt kaum ein Preis für innovatives, experimentierfreudiges und unperfektes Kino, das mehr wagt, als den Konsens zu bedienen.“ Ähnlich reagierte Daniel Kothenschulte (Berliner Zeitung/Frankfurter Rundschau) auf die Nominierungen, der beklagte, das „kleine“, „herausragende künstlerische Filme“ wie Schlafkrankheit von Ulrich Köhler, Christoph Hochhäuslers Unter dir die Stadt und Über uns das All von Jan Schomburg überwiegend unberücksichtigt geblieben waren. Tobias Kniebe (Süddeutsche Zeitung) kritisierte dagegen die fehlenden Nominierungen für Doris Dörrie (Glück) und Helmut Dietl (Zettl), „die Showfrauen und -männer, die polternden Selbstdarsteller“, welche der deutsche Filme brauche.

### Ehrenpreise und „Lola Festival“
Mit dem Ehrenpreis für hervorragende Verdienste um den deutschen Film wurde der Kameramann Michael Ballhaus ausgezeichnet. Ballhaus war bereits in den 1970er Jahren für seine Zusammenarbeit mit dem Regisseur Rainer Werner Fassbinder an Die bitteren Tränen der Petra von Kant (1972) und Despair – Eine Reise ins Licht (1978) als bester Kameramann geehrt worden.
Neu eingeführt wurde der undotierte „Bernd Eichinger Preis“. Dieser soll in Erinnerung an den 2011 verstorbenen Filmproduzenten Bernd Eichinger Filmschaffende auszeichnen, die Produktionen im Sinne Eichingers realisieren. Die Auszeichnung erhielt der Komiker, Schauspieler, Drehbuchautor, Regisseur und Filmproduzent Michael „Bully“ Herbig.
Gleichzeitig wurden die Nominierungen für Dokumentarfilme von zwei auf drei erhöht.
Im Vorfeld der Preisverleihung fand vom 12. bis 15. April 2012 das Lola Festival in der Berliner Astor Film Lounge statt, bei dem alle nominierten Filmproduktionen gezeigt wurden. Im Rahmen des Festivals sollten auch vier Ausgaben der Gesprächsreihe Lola Festival stattfinden, in denen sich Filmschaffende zwischen den Vorführungen öffentlichen Diskussionen stellen. Außerdem bewirbt ein Minifilm die Filmpreisverleihung auf ca. 1000 Kinoleinwänden.

## Auswahlverfahren und Dotierung
Berücksichtigt wurden Filme, die zwischen dem 1. März 2011 und dem 28. Februar 2012 eine reguläre kommerzielle Auswertung im Kino erfahren hatten und die eine „erhebliche deutsche kulturelle Prägung“ aufwiesen. Ein Spielfilm, Kinderfilm oder Dokumentarfilm besitzt gemäß den geltenden Richtlinien dann eine erhebliche deutsche kulturelle Prägung, wenn er in deutscher Sprache produziert wurde, der Regisseur oder der Produzent Deutscher oder dem deutschen Kulturkreis zuzurechnen ist oder eine deutsche Produktionsfirma maßgeblich an der Finanzierung des Films beteiligt war.
Die Ermittlung der Nominierungen zum Deutschen Filmpreis fand in einem zweistufigen Auswahlverfahren statt. Drei Vorauswahlkommissionen für die Sparten Spielfilm, Dokumentarfilm und Kinderfilm wurden gebildet, die aus insgesamt 33 Mitgliedern bestanden. Der Großteil der Teilnehmer setzte sich aus 28 Mitgliedern der Deutschen Filmakademie zusammen, gefolgt von vier Vertretern aus dem Ausschuss für Kultur und Medien des Deutschen Bundestages sowie einem branchenerfahrenen externen Mitglied. Insgesamt wurden 43 deutsche Kinofilme vorausgewählt (26 Spielfilme, zwölf Dokumentar- und fünf Kinderfilme). Die vorausgewählten Filme wurden Anfang Januar bekanntgegeben.
Nachdem im Vorjahr auf diese Weise der Film Der ganz große Traum Nominierungen unter anderem in der Kategorie Bester Film erhalten hatte, meldeten 2012 die Produzenten von 24 Filmen ihre Werke für das „Wild-Card“-Verfahren an. Damit werden Filme, die bei der offiziellen Vorauswahl unberücksichtigt blieben, unter besonderer Kennzeichnung trotzdem ins Nominierungsverfahren für alle Kategorien aufgenommen. 2012 gehörten unter anderem dazu Eine ganz heiße Nummer von Markus Goller, Glück von Doris Dörrie, Sommer der Gaukler und Sommer in Orange von Marcus H. Rosenmüller, What a Man von Matthias Schweighöfer und Zettl von Helmut Dietl. Als einziger Erfolg aus dem Verfahren erhielt Wintertochter eine Nominierung in der Kategorie „Bester programmfüllender Kinderfilm“.
Im Rahmen der Reihe German Cinema – LOLA@Berlinale wurden die vorausgewählten Filme auf der Berlinale 2012 gezeigt. Die 1352 Mitglieder zählende Deutsche Filmakademie, die auch über die Preisträger abstimmt, ermittelte aus den vorausgewählten und den im Wild-Card-Verfahren eingereichten Filmen die Nominierten.
Mit 2,955 Millionen Euro ist der Deutsche Filmpreis die höchstdotierte Kulturauszeichnung Deutschlands. In den Filmkategorien sind auch Nominierungen dotiert. Bei einem Sieg wird die Nominierungsprämie dem Preisgeld angerechnet, d. h. der beste programmfüllende Spielfilm (Lola in Gold) erhält neben der Nominierungsprämie von 250.000 Euro die gleiche Summe für den Sieg.
| Kategorie(n)          | Preisträger                                                                                                  | Nominierungen   |
| --------------------- | --- | --------------- |
| Spielfilm             | 1× Filmpreis in Gold à 500.000 EUR 1× Filmpreis in Silber à 425.000 EUR 1× Filmpreis in Bronze à 375.000 EUR | 6 à 250.000 EUR |
| Kinderfilm            | 1× Filmpreis in Gold à 250.000 EUR                                                                           | 2 à 125.000 EUR |
| Dokumentarfilm        | 1× Filmpreis in Gold à 200.000 EUR                                                                           | 3 à 100.000 EUR |
| Einzelleistungen      | je 1× Filmpreis in Gold à 10.000 EUR                                                                         | 3 – undotiert   |
| Ehrenpreis            | undotiert | –               |
| Bernd Eichinger Preis | undotiert | –               |

## Preisträger und Nominierungen

### Bester programmfüllender Spielfilm
präsentiert von Iris Berben und Bernd Neumann
| Auszeichnung        | Filmtitel               | Produktion                                                              |
| ------------------- | ----------------------- | ----------------------------------------------------------------------- |
| Filmpreis in Gold   | Halt auf freier Strecke | Peter Rommel, Regie: Andreas Dresen                                     |
| Filmpreis in Silber | Barbara                 | Florian Koerner von Gustorf und Michael Weber, Regie: Christian Petzold |
| Filmpreis in Bronze | Kriegerin               | Eva-Marie Martens und René Frotscher, Regie: David Wnendt               |

Außerdem nominiert:
- Anonymus – Produktion: Roland Emmerich, Larry Franco und Robert Léger, Regie: Roland Emmerich
- Dreiviertelmond – Produktion: Robert Marciniak und Uli Aselmann, Regie: Christian Zübert
- Hell – Produktion: Thomas Wöbke und Gabriele M. Walther, Regie: Tim Fehlbaum

### Bester programmfüllender Dokumentarfilm
präsentiert von Roland Emmerich
Gerhard Richter – Painting – Produktion: Thomas Kufus, Regie: Corinna Belz
- Charlotte Rampling – The Look – Produktion: Gerd Haag, Michael Trabitzsch und Charlotte Uzu, Regie: Angelina Maccarone
- The Big Eden – Produktion: Benny Drechsel und Karsten Stöter, Regie: Peter Dörfler

### Bester programmfüllender Kinderfilm
präsentiert von Jessica Schwarz und Elyas M’Barek
Wintertochter – Produktion: Philipp Budweg und Mikolaj Pokromski, Regie: Johannes Schmid
- Tom Sawyer – Produktion: Boris Schönfelder, Regie: Hermine Huntgeburth

### Beste darstellerische Leistung – männliche Hauptrolle
präsentiert von Dagmar Manzel
Milan Peschel – Halt auf freier Strecke
- Peter Schneider – Die Summe meiner einzelnen Teile
- Ronald Zehrfeld – Barbara

### Beste darstellerische Leistung – weibliche Hauptrolle
präsentiert von Florian David Fitz
Alina Levshin – Kriegerin
- Sandra Hüller – Über uns das All
- Steffi Kühnert – Halt auf freier Strecke

### Beste darstellerische Leistung – männliche Nebenrolle
präsentiert von Renate Krößner, Jacob Matschenz und Milan Peschel
Otto Mellies – Halt auf freier Strecke
- Hermann Beyer – Vergiss dein Ende
- Bernhard Schütz – Das System – Alles verstehen heißt alles verzeihen

### Beste darstellerische Leistung – weibliche Nebenrolle
präsentiert von Barbara Philipp, Ulrich Matthes und Christian Schwochow
Dagmar Manzel – Die Unsichtbare
- Christina Drechsler – Die Unsichtbare
- Fritzi Haberlandt – Fenster zum Sommer

### Beste Regie
präsentiert von Volker Schlöndorff
Andreas Dresen – Halt auf freier Strecke
- Christian Petzold – Barbara
- Hans Weingartner – Die Summe meiner einzelnen Teile

### Bestes Drehbuch
präsentiert von Christoph Maria Herbst
David Wnendt – Kriegerin
- Andreas Dresen und Cooky Ziesche – Halt auf freier Strecke
- Christian Petzold – Barbara

### Beste Kamera/Bildgestaltung
präsentiert von Meret Becker
Anna J. Foerster – Anonymus
- Hans Fromm – Barbara
- Daniel Gottschalk – Die vierte Macht
- Peter Przybylski – Fenster zum Sommer

### Bester Schnitt
präsentiert von Christoph Maria Herbst
Peter R. Adam – Anonymus
- Bettina Böhler – Barbara
- Jörg Hauschild – Halt auf freier Strecke

### Bestes Szenenbild
präsentiert von Meret Becker
Sebastian Krawinkel – Anonymus
- Uli Hanisch – Hotel Lux
- Heike Lange – Hell

### Bestes Kostümbild
präsentiert von Michael „Bully“ Herbig
Lisy Christl – Anonymus
- Anette Guther – Barbara
- Leonie Leuenberger – Hell
- Ute Paffendorf – Hotel Lux

### Bestes Maskenbild
präsentiert von Michael „Bully“ Herbig
Björn Rehbein und Heike Merker – Anonymus
- Christina Baier – Hell
- Kitty Kratschke, Katharina Nädelin und Georg Korpás – Hotel Lux

### Beste Filmmusik
präsentiert von Josef Hader
Lorenz Dangel – Hell
- Oli Biehler – Der Albaner – Shqiptari
- Timo Hietala – Fenster zum Sommer

### Beste Tongestaltung
präsentiert von Josef Hader
Hubert Bartholomae und Manfred Banach – Anonymus
- Hubert Bartholomae und Hugo Poletti – Hell
- Andreas Mücke-Niesytka, Dominik Schleier und Martin Steyer – Barbara

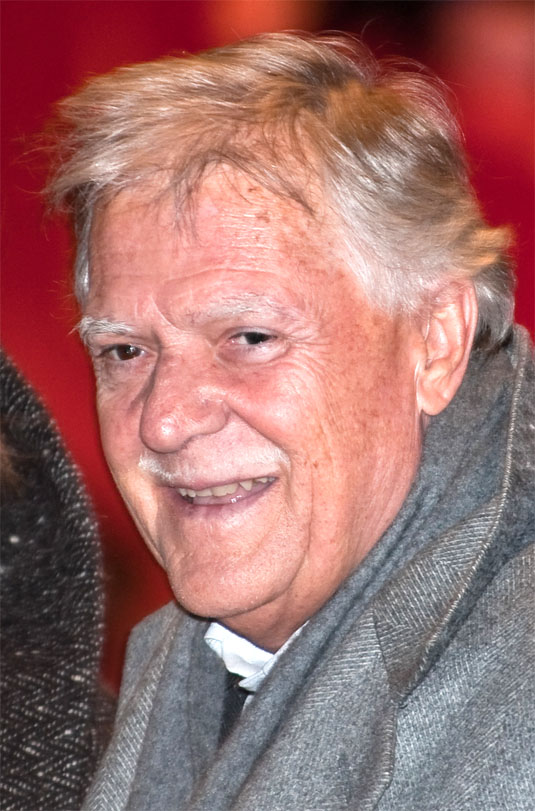
Michael Ballhaus, Ehrenpreisträger 2012

### Ehrenpreis für herausragende Verdienste um den deutschen Film
präsentiert von Iris Berben
Michael Ballhaus, Kameramann

### Bernd Eichinger Preis
präsentiert von Uli Edel
Michael „Bully“ Herbig, Komiker, Schauspieler, Drehbuchautor, Regisseur und Produzent

## Vorauswahl und Nachbenennungen

### Spielfilm-Vorauswahl
26 Produktionen wurden von der 18 Mitglieder umfassenden „Spielfilm“-Kommission für eine Nennung vorausgewählt. Davon wurden 14 Spielfilme durch die Mitglieder der Deutschen Filmakademie für den Deutschen Filmpreis nominiert (grün eingefärbt):
| Film                             | Regie                 | Produktion                                    | Darsteller (Auswahl)                                                                           |
| -------------------------------- | --------------------- | --------------------------------------------- | ---------------------------------------------------------------------------------------------- |
| Abgebrannt                       | Verena S. Freytag     | Jost Hering                                   | Maryam Zaree, Tilla Kratochwil, Lukas Steltner, Cecil von Renner                               |
| Der Albaner                      | Johannes Naber        | Boris Schönfelder                             | Nik Xhelilaj, Xhejlane Terbunja, Ivan Shvedoff, Amos Zaharia, Stipe Erceg                      |
| Anonymus                         | Roland Emmerich       | Roland Emmerich, Larry Franco, Robert Léger   | Rhys Ifans, Jamie Campbell Bower, Vanessa Redgrave, Joely Richardson                           |
| Baikonur                         | Veit Helmer           | Veit Helmer                                   | Alexander Asochakov, Marie de Villepin, Sitora Farmonova                                       |
| Barbara                          | Christian Petzold     | Florian Koerner von Gustorf, Michael Weber    | Nina Hoss, Ronald Zehrfeld, Rainer Bock, Jasna Fritzi Bauer                                    |
| Blutzbrüdaz                      | Özgür Yıldırım        | Oliver Berben, Fatih Akın, Klaus Maeck        | Sido, B-Tight, Milton Welsh, Claudia Eisinger                                                  |
| Dreiviertelmond                  | Christian Zübert      | Robert Marciniak, Uli Aselmann                | Elmar Wepper, Mercan Türkoğlu, Ivan Anderson                                                   |
| Die Farbe des Ozeans             | Maggie Peren          | Boris Jendreyko, Thomas Klimmer               | Sabine Timoteo, Álex González, Dami Adeeri, Hubert Koundé, Friedrich Mücke                     |
| Fenster zum Sommer               | Hendrik Handloegten   | Maria Köpf                                    | Nina Hoss, Mark Waschke, Lars Eidinger, Fritzi Haberlandt                                      |
| Halt auf freier Strecke          | Andreas Dresen        | Peter Rommel                                  | Steffi Kühnert, Milan Peschel, Ursula Werner, Otto Mellies                                     |
| Hell                             | Tim Fehlbaum          | Thomas Wöbke, Gabriele M. Walther             | Hannah Herzsprung, Lars Eidinger, Lisa Vicari, Stipe Erceg, Angela Winkler                     |
| Hotel Lux                        | Leander Haußmann      | Günter Rohrbach, Corinna Eich                 | Michael Herbig, Jürgen Vogel, Thekla Reuten, Alexander Senderovich, Valery Grishko             |
| Kriegerin                        | David Wnendt          | Eva-Marie Martens, René Frotscher             | Alina Levshin, Jella Haase, Sayed Ahmad, Gerdy Zint                                            |
| Lollipop Monster                 | Ziska Riemann         | Wolfgang Cimera, Bettina Wente                | Jella Haase, Sarah Horváth, Nicolette Krebitz                                                  |
| Mein Glück                       | Sergei Loznitsa       | Heino Deckert                                 | Viktor Nemets, Vladimir Golovin, Aleksey Vertkov                                               |
| Morgen das Leben                 | Alexander Riedel      | Bettina Timm                                  | Judith Al Bakri, Ulrike Arnold, Jochen Strodthoff, Gottfried Michl                             |
| Rubbeldiekatz                    | Detlev Buck           | Henning Ferber, Marcus Welke                  | Matthias Schweighöfer, Alexandra Maria Lara, Detlev Buck, Maximilian Brückner                  |
| Schlafkrankheit                  | Ulrich Köhler         | Janine Jackowski, Maren Ade, Katrin Schlösser | Pierre Bokma, Jean-Christophe Folly, Jenny Schily, Hippolyte Girardot                          |
| Die Summe meiner einzelnen Teile | Hans Weingartner      | Hans Weingartner, Jonas Dornbach              | Peter Schneider, Henrike von Kuick, Timur Massold, Andreas Leupold, Julia Jentsch              |
| Über uns das All                 | Jan Schomburg         | Claudia Steffen, Christoph Friedel            | Sandra Hüller, Georg Friedrich, Felix Knopp                                                    |
| Die Unsichtbare                  | Christian Schwochow   | Jochen Laube                                  | Stine Fischer Christensen, Ulrich Noethen, Dagmar Manzel, Christina Drechsler, Ronald Zehrfeld |
| Unter dir die Stadt              | Christoph Hochhäusler | Bettina Brokemper                             | Nicolette Krebitz, Robert Hunger-Bühler, Mark Waschke                                          |
| Vergiss dein Ende                | Andreas Kannengießer  | Anna Wendt                                    | Renate Krößner, Dieter Mann, Hermann Beyer                                                     |
| Die verlorene Zeit               | Anna Justice          | Sven Woldt                                    | Alice Dwyer, Dagmar Manzel, Mateusz Damięcki, Susanne Lothar                                   |
| Die vierte Macht                 | Dennis Gansel         | Nina Maag, Thomas Peter Friedl, Nico Hofmann  | Moritz Bleibtreu, Kasia Smutniak, Max Riemelt                                                  |
| Westwind                         | Robert Thalheim       | Susann Schimk, Jörg Trentmann                 | Friederike Becht, Luise Heyer, Franz Dinda, Volker Bruch                                       |

### Nachbenennung von Einzelleistungen (Spielfilm)
Gemäß den Richtlinien des Jahres 2012 konnten Mitglieder der Vorauswahlkommission „Spielfilm“ für jede Filmpreiskategorie weitere Einzelleistungen für eine Teilnahme am Nominierungsverfahren benennen, mit Ausnahme der Kategorien bester Spielfilm-, Dokumentar- und Kinderfilm. Von den acht Nachbenennungen erhielt nur Nebendarsteller Bernhard Schütz (Das System – Alles verstehen heißt alles verzeihen) eine Nominierung.
| Kategorie             | Künstler        | Film                                               |
| --------------------- | --------------- | -------------------------------------------------- |
| Männliche Hauptrolle  | Jacob Matschenz | Das System – Alles verstehen heißt alles verzeihen |
| Weibliche Hauptrolle  | Katja Riemann   | Die Relativitätstheorie der Liebe                  |
| Männliche Nebenrolle  | Bernhard Schütz | Das System – Alles verstehen heißt alles verzeihen |
| Weibliche Nebenrolle  | Mavie Hörbiger  | What a Man                                         |
| Regie                 | Jan Zabeil      | Der Fluss war einst ein Mensch                     |
| Kamera/Bildgestaltung | Daniela Knapp   | Das System – Alles verstehen heißt alles verzeihen |
| Schnitt               | Georg Söring    | Sommer der Gaukler                                 |
| Filmmusik             | Hauschka        | Glück                                              |

### Dokumentarfilm-Vorauswahl
12 Produktionen wurden von der sieben Mitglieder umfassenden „Dokumentarfilm“-Kommission für eine Nennung vorausgewählt. Davon wurden drei Dokumentationen durch die Mitglieder der Deutschen Filmakademie für den Deutschen Filmpreis nominiert (grün eingefärbt):
| Film                                                                | Regie                          | Produktion                                   |
| ------------------------------------------------------------------- | ------------------------------ | -------------------------------------------- |
| Charlotte Rampling – The Look                                       | Angelina Maccarone             | Gerd Haag, Michael Trabitzsch, Charlotte Uzu |
| El Bulli – Cooking in Progress                                      | Gereon Wetzel                  | Ingo Fliess                                  |
| Gerhard Richter Painting                                            | Corinna Belz                   | Thomas Kufus                                 |
| Joschka und Herr Fischer                                            | Pepe Danquart                  | Mirjam Quinte, Werner Schweizer              |
| Klitschko                                                           | Sebastian Dehnhardt            | Leopold Hoesch                               |
| Raising Resistance                                                  | Bettina Borgfeld, David Bernet | Oliver Stoltz                                |
| The Big Eden                                                        | Peter Dörfler                  | Benny Drechsel, Karsten Stöter               |
| Unter Kontrolle                                                     | Volker Sattel                  | Susann Schimk, Jörg Trentmann                |
| Unter Schnee                                                        | Ulrike Ottinger                | Ulrike Ottinger, Heino Deckert               |
| Vaterlandsverräter                                                  | Annekatrin Hendel              | Annekatrin Hendel                            |
| Versicherungsvertreter – Die erstaunliche Karriere des Mehmet Göker | Klaus Stern                    | Klaus Stern                                  |
| Wader Wecker Vaterland                                              | Rudi Gaul                      | Florian Rothenberger, Isabella von Klass     |

### Kinderfilm-Vorauswahl
Fünf Produktionen wurden von der acht Mitglieder umfassenden „Kinderfilm“-Kommission für eine Nennung vorausgewählt. Davon wurde ein Kinderfilm durch die Mitglieder der Deutschen Filmakademie für den Deutschen Filmpreis nominiert (grün eingefärbt). Wintertochter von Johannes Schmid, der mit einer „Wild Card“ ins Verfahren gekommen war, erhielt die zweite Nominierung.
| Film                    | Regie               | Produktion                           | Darsteller (Auswahl)                                                        |
| ----------------------- | ------------------- | ------------------------------------ | --------------------------------------------------------------------------- |
| Fünf Freunde            | Mike Marzuk         | Andreas Ulmke-Smeaton, Ewa Karlström | Valeria Eisenbart, Quirin Oettl, Justus Schlingensiepen, Neele Marie Nickel |
| Tom Sawyer              | Hermine Huntgeburth | Boris Schönfelder                    | Louis Hofmann, Leon Seidel, Heike Makatsch, Benno Fürmann                   |
| Vorstadtkrokodile 3     | Wolfgang Groos      | Lena Schömann, Christian Becker      | Nick Romeo Reimann, Fabian Halbig, Leonie Katarina Tepe, Manuel Steitz      |
| Wickie auf großer Fahrt | Christian Ditter    | Christian Becker                     | Jonas Hämmerle, Waldemar Kobus, Valeria Eisenbart                           |
| Yoko                    | Franziska Buch      | Corinna Mehner, Martin Husmann       | Jamie Bick, Friedrich Heine, Tobias Moretti                                 |